# Пискуха Козлова
Пискуха Козлова (Ochotona koslowi) — вид гризунів з роду Пискуха (Ochotona) родини пискухових (Ochotonidae). Є ендеміком Китаю. Ареал обмежений окремими ділянками високогірної тундри в горах Куньлунь. Назву отримав на честь російсько-українського вченого Петра Кузьмича Козлова.

## Опис
Довжина тіла пискухи становить від 22 до 24 см, вага від 150 до 180 г. Зимове хутро рівномірне білувато-сіре, влітку хутро на спині набуває рудуватих відтінків. Серед усіх видів пискух, у пискухи Козлова найбільш густе і щільне хутро. Вуха довжиною від 16 до 20 мм, з білими кінчиками.
Череп пискухи Козлова значно відрізняється від черепів інших пискух: він сильно витягнутий; між очима невелика відстань; морда широка з широкими і короткими носовими кістками.

## Поширення
Вид є ендеміком Китаю. Ареал обмежений трьома окремими ділянками високогірної тундри в горах Куньлунь.

## Спосіб життя
Про спосіб життя цього виду пискух відомо небагато. Він мешкає на піщаних гірських луках на висоті 4200–4800 м над рівнем моря. Для цього регіону характерні такі види рослин, як  Carex moocroftii і Stipa purpurea. Пискуха Козлова веде денний спосіб життя, віддає перевагу таким рослинам, як Oxytropis falcate, Androsace acrolasia і Myricaria prostrata sind. Риє неглибокі нори (максимальна глибина 30–40 см), живе сімейними групами, утворюючи колонії в 44–152 родини на гектар.
У порівнянні з іншими видами пискух, дуже повільно розмножується. Самки народжують тільки раз на рік, від 4 до 8 дитинчат.

## Збереження
МСОП вважає цей вид таким, що перебуває під загрозою зникнення, через його обмежений ареал менш ніж 5000 км², а також через різке скорочення популяції. Після того, як в 1894 році вид був описаний, він не спостерігався зоологами до 1980-х років.